# Bâlvănești
Bâlvănești é uma comuna romena localizada no distrito de Mehedinți, na região de Oltênia. A comuna possui uma área de 48.04 km² e sua população era de 1035 habitantes segundo o censo de 2007.